# میلی (هنرپیشه)
میلی (ایتالیایی: Milly؛ ‏ ۶ فوریهٔ ۱۹۰۵ – ۲۲ سپتامبر ۱۹۸۰) با نام اصلی کارلا مینیونه، بازیگر و خواننده اهل ایتالیا بود.
از فیلم‌هایی که وی در آن نقش داشته‌است، می‌توان به دنباله‌رو، سه چهره ترس، فقط تو را دوست دارم و سه احمق خوش‌شانس اشاره کرد.